# シェンロンガンダム
シェンロンガンダム (Shenlong Gundam) は、1995年に放送されたテレビアニメ『新機動戦記ガンダムW』に登場する架空の兵器。有人操縦式の人型ロボット兵器「モビルスーツ」 (MS) のひとつ。
東洋の龍の意匠をもつ格闘戦用ガンダムタイプMSで、主要人物のひとりである「張五飛（チャン・ウーフェイ）」の搭乗機。機体名の「シェンロン」は、「神龍」の中国語読み。敵組織である「OZ（オズ）」からは「ガンダム05（ゼロファイブ）」のコードネームで呼ばれる。劇中後半では、強化型の「アルトロンガンダム」へと改修される。
メカニックデザインは大河原邦男が担当。テレビ放送終了後に発表されたOVAおよび劇場用アニメ『新機動戦記ガンダムW Endless Waltz』では、カトキハジメの手により再デザインされたアルトロンが登場する。これに伴い、改修前のシェンロンも再デザインされた。以降、大河原デザインの機体は「テレビ版」、カトキデザインの機体は「EW版」として区別されているが、設定上は同一機あつかいとなっている。改修前の機体は、当初は「アーリータイプ」とも呼ばれていた（詳細は後述）。
本項では、外伝作品『新機動戦記ガンダムW〜ティエルの衝動〜』に登場するティエンロンガンダムの解説も併記する。

## 機体解説
スペースコロニー内の反地球圏統一連合勢力によるテロ作戦「オペレーション・メテオ」で投入された5機のガンダムの1機。トールギスやウイングガンダムゼロを設計した元OZの技術者のひとり・老師Oが開発を手がけ、L5コロニー出身の少年・張五飛がパイロットを務める。
機体駆動システムを得意分野とする老師Oの思想を反映して、高い俊敏性で敵陣に切り込む近接戦闘を得意とする。このため5機中最大のファイティングアビリティ値を有し、中国武術の体さばきを再現可能なほどの関節可動域をもつ。武装も右腕の「ドラゴンハング」や「ビームグレイブ」といった、間合いの長い接近戦用装備でまとめられている。両肩アーマー前面にはレンズ状のファイティングサイトが設置され、戦闘中の情報収集や分析能力にも長けている。射撃武装は頭部バルカン砲のみながらも汎用性はウイングガンダムに次いで高い。
機体名の「シェンロン」は五飛自身が名付けたものだが、普段は「ナタク（哪吒）」の愛称で呼ばれている。これは本機をかばって死亡した五飛の妻・竜妹蘭（自称ナタク）の影響からである。五飛は本機に妹蘭の魂が宿っているとしていた。

### Endless Waltz版
劇場作品『新機動戦記ガンダムW Endless Waltz 特別篇 』公開時に、OVAでカトキハジメによってリファインされたEW版アルトロンガンダムから逆算して、テレビ版シェンロンをリファインした機体。大河原デザインのテレビ版に対し、この機体はカトキ本人のイニシャルを取って「Ver.Ka.」、もしくは「アーリータイプ」とも呼ばれていたが、漫画『新機動戦記ガンダムW Endless Waltz 敗者たちの栄光（敗栄）』で当デザインの機体が登場することなどをきっかけとして、EW版と呼称されるようになった。全体的な形状はEW版アルトロンに準拠、配色はテレビ版同様のトリコロールだが、両肩アーマー前面のファイティングサイトは排除され、肩自体も小型化されている。Vアンテナの形状も変更。また、ドラゴンハングの展開ギミックや武装も一部変更されている。

### 武装
ドラゴンハング（火炎放射器）
右腕のガンダニュウム合金製クロー。肩内部に折りたたまれたフレームを展開することで自在に伸縮し、クローで敵を切り裂いたり、両側に内蔵された火炎放射器（ドラゴンハングファイヤー）で融解させる。
EW版ではクローは大型化しているが、肩アーマー内の延長アームは省略されている。
ビームグレイブ / ビームトライデント
薙刀状の格闘ビーム兵器。軽量で取り回しがよく、薙ぎ払いや刺突といった多岐の運用が可能。不使用時は背部ラッチに背負うようにマウントする。
EW版では、アルトロンガンダムのツインビームトライデントの発振器を片側のみとしたシングルタイプのビームトライデントに変更されている。
シェンロンシールド
左前腕装着式の円盤状シールド。接近戦での取り回しを考慮し、小型軽量に造られている。作中ではこれをリーオーに投げつけて撃破した場面もみられる。
バルカン
頭部に2基固定装備される。装弾数は少なく、掃射時間は1分に満たない。
獠牙（タウヤー）
『敗栄』で新設定されたオリジナル武装。青龍刀（柳葉刀）に似た形状の実体剣。巻き取り式のケーブルでシェンロンシールドと接続されており、投擲後の再回収が可能となっている。
その他
エアリーズから奪った火器を使用した事もある。

### 劇中での活躍
揚子江でOZ艦隊を壊滅させつつ南下し、インダス川補給基地やアフリカのヴィクトリア湖基地を襲撃する。最後はドラゴンハングを失った状態でOZの月面基地を単独襲撃し、集中攻撃を受けて鹵獲される。しかしこれは、より強い力を得ようとした五飛の計算によるものだった。

### 製作エピソード
テレビ版のデザインを担当した大河原邦男は自著において、前作『機動武闘伝Gガンダム』のドラゴンガンダムが好評だったことからデザインされた旨を語っている。また、ドラゴンハングの甲のデザインはゴッドガンダムからの延長線だという。

## アルトロンガンダム
OZ月面基地に拘束されていた5人のガンダム開発者たちが、同基地に鹵獲されたシェンロンを、同じく鹵獲されたデスサイズとともに密かに修復・強化した機体。
背部左右にスラスター内蔵の可動翼ランダムバインダー、両すねは前面が鉤爪のような意匠になるとともにサブスラスターが追加され、宇宙空間での機動性が高められている。ファイティングサイトのレンズ部分も、宇宙用に適正化されている。塗装は、シェンロンの白と青基調から、白と緑基調に変更された。

### Endless Waltz版（アルトロン）
OVAおよび劇場版『新機動戦記ガンダムW Endless Waltz』用にカトキハジメがリファインした機体。最大の特徴はドラゴンハングの形状やギミックの変更。機体色はテレビ版アルトロンよりも彩度を落とした地味目のカラーに変更。ビームキャノンやランダムバインダー、シールド、脛部スラスターはすべて省略され、シンプルなデザインにまとめられている。これはプラモデル化（後述）を考え、デザインされたためである。テレビシリーズとデザインが異なるが、設定上は同一の機体である。OVA公開当時に発売されたプラモデルなどの商標名や関連ゲームにおける名称は、テレビ版と区別できるように「アルトロンガンダムカスタム」もしくは「ガンダムナタク」と呼称されていたが、リデザインされた同一機ではなく改良機と誤解を招くことから、徐々に「アルトロンガンダム（EW版）」という名称表記へと移行していった。『敗栄』では、映像版では省略されたランダムバインダーとビームキャノンが同時に装備しているバックパック「フーティエ（胡蝶）」として復活した。
この機体のプラモデルでは「ガンダムナタク」というネーミングをされているが、設定資料によってはほかのガンダムと同様「アルトロンガンダムカスタム」とも呼ばれる。劇中ではそれまでと同様、ナタクと呼称されている。また1/100スケールにてプラモデル化の際シェンロンガンダムより流用されたパーツが多く、EW1/100シリーズでは唯一完全新規ではないため設定および同シリーズ他ラインナップと比較し太めのプロポーションとなっている。
なお、ゲーム『SDガンダム GGENERATION』シリーズでは、ほかの機体がエンドレスワルツ版の表記に改められた現在もなお、「ガンダムナタク」の名称でほぼ統一されている。一方、『スーパーロボット大戦』シリーズでは、『第2次スーパーロボット大戦α』までは「アルトロンガンダムカスタム/アルトロンカスタム」か「ガンダムナタク」でまちまちだったが、『第3次スーパーロボット大戦α』以降は「アルトロンガンダム」でほぼ統一されている。

### 武装（アルトロン）
ドラゴンハング（火炎放射器）
両腕がドラゴンハング化され、二頭竜(アルトロン)という機体名もこれにちなむ。両腕の火炎放射器から放たれる「ダブルドラゴンハングファイヤー」は、片方のみと比較して約10倍もの破壊力を発揮する。
EW版ではクローがかなり大型化し、開閉方向も上下から左右に変更されている。火炎放射器は省略された。EW版シェンロンでは省略された延長アームが初めて採用されているが、テレビ版とは異なりクローと前腕の間にアームが収められている。
ツインビームトライデント
ビームグレイブに代わる格闘ビーム兵器。複数敵への攻撃を想定しており、その名のとおり柄の両端から三又槍（トライデント）状のビーム刃を形成する。メリクリウスのクラッシュシールドの技術を応用されており、ビームを加速・増幅することで出力も大幅に向上している。テレビ版では、不使用時に柄を縮めた状態でランダムバインダーにマウントされる。
EW版ではトライデントを三又から一本のビームに切り替え可能としている。
2連装ビームキャノン
シェンロンの射撃能力の低さを補うべく装備された、背部の龍尾状連装ビーム砲。ヴァイエイトのビームキャノンの技術が用いられており、出力・射程ともに優秀な性能を発揮する。銃身部はドラゴンハングと同様の多関節アームで接続されており、背面など多方向への発砲が可能。
EW版では省略されたが、『敗栄』ではランダムバインダー部分も含めた「フーティエ（胡蝶）」という名称の追加装備として新たにデザインされている。『敗栄』では、撤去されたドラゴンハングファイヤーを補うための装備、とされている。
アルトロンシールド
カラーリングが青から赤に変更されているが、基本的にシェンロンシールドと同一の装備。左腕のドラゴンハング化に伴い、設置位置が左肩に変更されている。
EW版では、ドラゴンハング自体がシールドの役割を果たすため省略された。
バックパック
EW版で使用。スラスター性能のそのままだが、地上での高速飛行用にプロペラント増設されておる。内部には減速用のパラシュートを装備している。

### 劇中での活躍（アルトロン）
テレビ版
OZ技師長ツバロフとレディ・アンの対立による月面基地の混乱に乗じ、牢を脱出した五飛が搭乗。この時点での機体の完成度は70~80パーセント程度だが同じく脱出したデュオ・マックスウェル駆るガンダムデスサイズヘルとともに、迎撃に投入された新型MD（モビルドール）ビルゴを圧倒する。基地脱出後は故郷のL5コロニーに帰還。現地にて最終調整が行われる。
リーブラ攻防戦においてはトレーズ・クシュリナーダ駆るトールギスIIを撃破。最後は地球へ落下するリーブラの破片を破壊するべく、ガンダムエピオンとの戦闘で紛失したツインバスターライフルをヒイロ・ユイのウイングゼロの元に送り届ける。
小説版では戦後、平和の象徴として、L5コロニーに祀られる。総集編作品『オペレーション・メテオ』では戦争終結直後、MO-IIでGチーム全員が休息を取るが五飛は一足先にアルトロンと共にMO-IIを後にする。
EW版
X18999コロニーでヒイロの乗るリーオーと交戦。宇宙でヒイロのウイングゼロと激闘を繰り広げながら大気圏に突入し地球に降り立つ。その後、ドロシー・カタロニアによって挑発され抗議行動に踏み切った民衆と共にブリュッセルに姿を見せ、民衆とともにマリーメイア軍を武力行使することなく追いつめる。紛争終結後、五飛は揚子江付近（小説版によると竜一族の故郷）で本機を自爆させ、亡き妻の安らかな眠りを願う。

### アルトロンガンダム クロークドカスタム
『ガンダムW』30周年記念として発表された新規映像『新機動戦記ガンダムW -Operation 30th-』で初登場。全身をローブで覆っているが、隙間から除く装甲色は青基調となっている。

### 製作エピソード（アルトロン）
大河原邦男はドラゴンハングが好評であったことから二つに増やした一方で、そのギミックとの兼ね合いのためにシールドの処理に不満が残る形になったとも語っている。

## ティエンロンガンダム
『新機動戦記ガンダムW〜ティエルの衝動〜』に登場する機体。太陽光が直撃する戦場でも戦える様開発された試験機でもあり、全身が光熱反射材で構成されている。ゼロシステムが搭載されており、これによってMDの遠隔操作が可能となっている。名称のティエンロンは、「天龍」を意味する。
ロームフェラ財団によって保管されていたところを、マリーメイア軍所属の少女工作員クルング・ポンラマーイによって奪取された。追撃してきたガンダムデスサイズギルティとガンダムサンドレオンの2機を撃退し、戦士の墓へと突き落とした。その後、ゼロシステムとMDシステムの併用によって、探査用MSであるキャプリコーンを遠隔操作する。
しかし、のちにパイロットのクルングが本性を現し、ティエルの操縦するウイングガンダムセラフィムに攻撃を仕掛けた際、ゼロシステムを暴走させたウイングガンダムセラフィムによってキャプリコーンともども返り討ちにされ、パイロットのクルングも死亡する。